# Кипасис
Кипасис (Kypasis; Cypasis) e руина от тракийско селище при Кешан в провинция Одрин в Турция. Намира се близо до турско-гръцката граница, Егейско и Мраморно море.
В околността му се намират и други древни селища.
- Енос – в древността на източния бряг на р. Марица. Според Лондонски мирен договор от 1913 г. днешният град е планувано да е границата с България, което е коригирано от Букурещки договор (1913).
- Лизимахея – древен град, основан от Лизимах през 309 пр.н.е.

Близо до село Каяк (Kayak) се състои битката при Лизимахея, завършила с победа на Антигон II Гонат над келтските галаци (Галация).